# Ralph Delaval
Pour les articles homonymes, voir Delaval.
Ralph Delaval (vers 1641 - vers 1707) est un officier de marine anglais des XVIIe et XVIIIe siècles. Il sert dans la Royal Navy pendant la guerre de la Ligue d'Augsbourg et termine sa carrière avec le grade d'Admiral.

## Biographie
Ralph Delaval descend d'une branche cadette de la famille Delaval qui possède le manoir de Seaton Delaval, dans le Northumberland. Il naît à North Dissington, Ponteland, dans les Northumberland une propriété dont il héritera et qu'il finira par vendre à Edward Collingwood de Bykker en 1673.
Il entre jeune dans la Royal Navy et gravit les échelons de la hiérarchie militaire sous le patronage du Duc d'York, futur Jacques II, pour devenir capitaine de la frégate de troisième rang, York (en).
Il est anobli et nommé Vice Admiral of the Blue après l'accession au trône de Guillaume III et commande l'escadre bleue (anglais : Blue Squadron) dans l'arrière garde lors de la défaite de Beachy Head contre les Français le 10 juillet 1690.
Il est promu Vice Admiral of the Red en 1692. À la bataille de la Hougue le 9 mai 1692, il commande le HMS Sovereign of the Seas (en) et est responsable de la destruction du navire amiral de la flotte du Ponant, le Soleil Royal et de deux autres bâtiments, l’Admirable et le Triomphant, à Cherbourg. Son navire est lui aussi gravement endommagé. Ses journaux de bords du Royal Sovereign (1691–1693) sont conservés dans les archives de la New York Public Library.
En 1693, Delaval, en compagnie d'Henry Killigrew et de Cloudesley Shovell remplacent Edward Russell, 1er comte d'Orford au poste de commandant-en-chef. Cependant, à l'été, les Français isolent et infligent de lourdes pertes au convoi de Smyrne dans la Méditerranée et à la bataille de Lagos au large du Portugal, et Delaval, Killigrew et Shovell seront sévèrement critiqués. Une motion de censure est déposée à la Chambre des communes au motif d'« erreurs de commandement notoires et traîtres » (anglais: notorious and treacherous mismanagement). Guillaume III est contraint de renvoyer son conseiller naval le Secrétaire d’État le comte de Nottingham, et nomme Russell comme nouveau commandant-en-chef.
Peu après, Delaval est impliqué dans une intrigue à la Cour et, suspecté d'être un possible sympathisant Jacobite il perd son commandement. Il se retire dans le Northumberland. Il décède en 1707 et est enterré dans l'Abbaye de Westminster.

## Sources et bibliographie
- (en) « Ralph Delaval », dans Encyclopædia Britannica [détail de l’édition], 1911 (lire sur Wikisource).
- (en) N.A.M. Roger, The Command of the Ocean: A Naval History of Britain 1649–1815, Penguin Group, (2006).  (ISBN 0-14-102690-1)
- (en) Greys Debates in the House of Commons 1769 Volume 10

- (en) Cet article est partiellement ou en totalité issu de l’article de Wikipédia en anglais intitulé « Ralph Delaval » (voir la liste des auteurs).